# Punnayur
Punnayur es una ciudad censal situada en el distrito de Thrissur en el estado de Kerala (India). Su población es de 19387 habitantes (2011). Se encuentra a 33 km de Thrissur y a 77 km de Kozhikode.

## Demografía
Según el censo de 2011 la población de Punnayur era de 19387 habitantes, de los cuales 9108 eran hombres y 10279 eran mujeres. Punnayur tiene una tasa media de alfabetización del 94,38%, superior a la media estatal del 94%: la alfabetización masculina es del 96,33%, y la alfabetización femenina del 92,70%.